# Koninklijke Academie van Beeldende Kunsten (Den Haag)

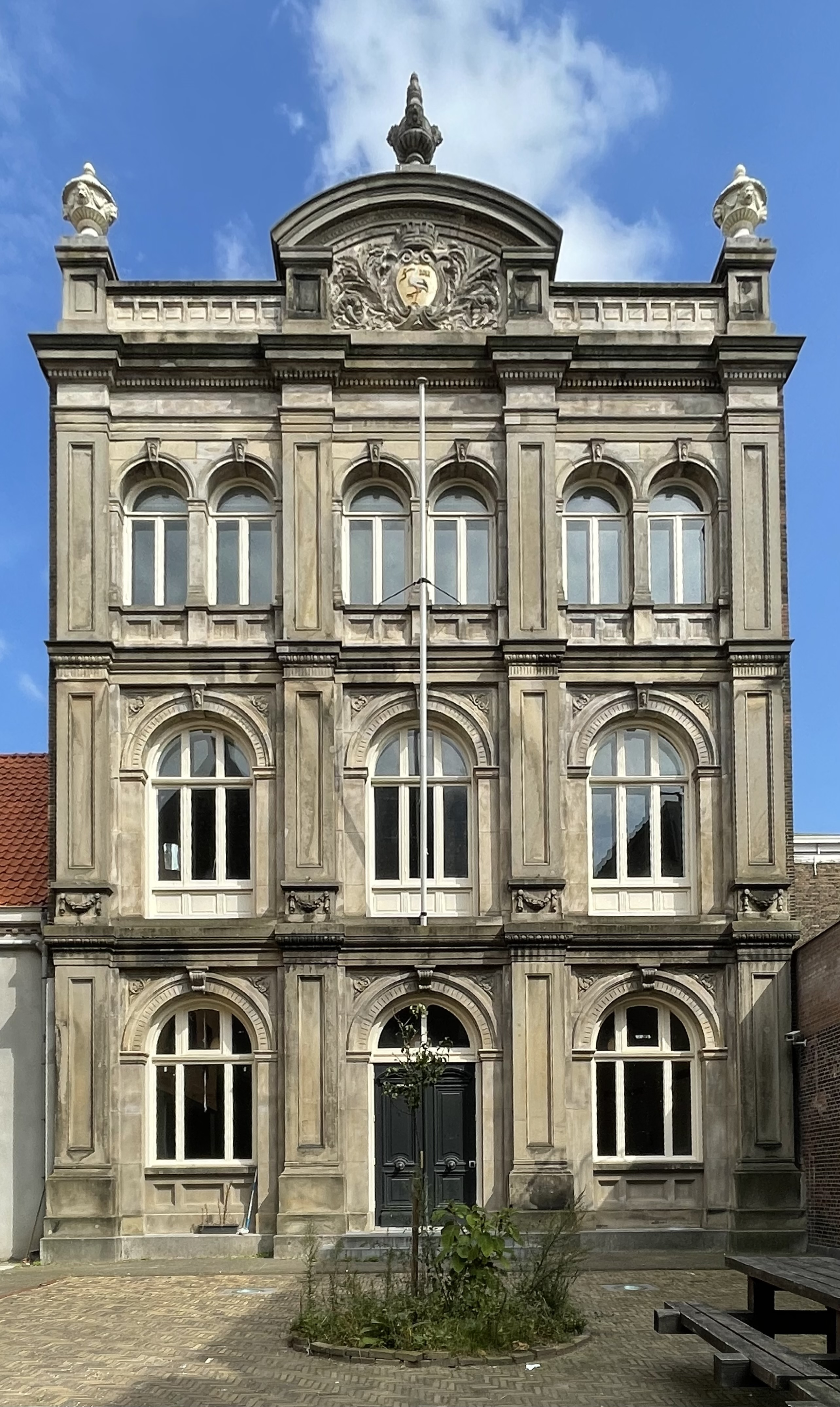
Bleijenburg 38

De Koninklijke Academie van Beeldende Kunsten (KABK) te Den Haag is de oudste kunstacademie van Nederland, die in 1682 werd opgericht. De Academie ontving ter gelegenheid van het 275-jarig bestaan in 1957 het Predicaat Koninklijk. 

## Geschiedenis
De academie heeft een voorgeschiedenis vanaf 1656, toen de “Confrèrie Pictura” zich afsplitste van het schildersgilde, omdat de professionele kunstenaars vonden dat te veel kladschilders daarvan lid waren geworden. Ze waren, vaak na een verblijf in de kunstenaarswereld van Rome, tot de conclusie gekomen dat Den Haag behoefte had aan een degelijke schildersopleiding. De Haagsche Teeken-Academie, de latere Academie van Beeldende Kunsten, werd op 29 september 1682 gesticht door leden van de 'confrèrie', Willem Doudijns, Theodoor van der Schuer, Daniël Mijtens (II), Robbert Duval en Augustinus Terwesten. In de academie werd 's avonds getekend en op zaterdag sociëteit gehouden en over kunst gesproken. 
In de 18de eeuw was de Haagse academie een welvarend instituut, maar nadat zij in 1780 onafhankelijk was geworden van de “Confrèrie Pictura”, braken moeilijke tijden aan door het wegvallen van alle financiële steun. Het dieptepunt lag rond 1800, toen er met minder dan tien leerlingen werd gewerkt. Onder Koning Willem I kwam er weer steun en groei.
In 1821 werd het teken- en schilderonderwijs gecombineerd met de pas opgerichte School voor Burgerlijke Bouwkunde. Na gehuisvest te zijn in de Korenbeurs en de Boterwaag werd in 1839 een neoclassicistisch gebouw aan de Prinsessegracht betrokken, ontworpen door stadsarchitect Zeger Reyers (1790-1857). Door de markante voorgevel met een driehoekig fronton gesteund door zes zuilen, kreeg het de bijnaam "de tempel". In de 19de eeuw werden de bekende kunstenaars Johannes Bosboom, Isaac Israëls, Willem en Jacob Maris, Jan Hendrik Weissenbruch, George Breitner en Floris Verster hier opgeleid.
Tot 1872 werden vrouwen niet toegelaten tot de academie. In april van dat jaar werden de eerste vrouwelijke leerlingen toegelaten tot de academie. Het aantal groeide in tien jaar tijd tot een veelvoud daarvan. Aanvankelijk stond alleen de opleiding tot tekenonderwijzer open voor vrouwen.
In de loop van de 19e eeuw werd de opleiding bouwkunde steeds belangrijker, terwijl daarnaast veel tekenleraren werden opgeleid. Vanaf omstreeks 1920 kwamen ook vakgebieden als industriële en grafische vormgeving, typografie, fotografie en reclame in de belangstelling. De sterk door de  modernistische ontwerpopvattingen van het Bauhaus geïnspireerde docenten Cor Alons, Paul Citroen, Gerard Kiljan en Paul Schuitema waren hiervan de voortrekkers.
In 1921 kreeg de academie door het Ministerie van Onderwijs, Kunsten en Wetenschappen de bevoegdheid toegekend om een bijzondere leerstoel te vestigen aan de Faculteit der Letteren en Wijsbegeerte aan de Rijksuniversiteit te Utrecht. Op deze bijzondere leerstoel werd in 1922 als eerste benoemd prof. dr. Friedrich Wilhelm Freiherr von Bissing.
Op initiatief en onder leiding van bestuursvoorzitter C.W. Lunsingh Scheurleer beheerde de academie ook twee musea. In 1920 werd in de academie het Museum van reproducties van beeldhouwkunst geopend. In 1960 werd deze collectie van 10.000 gipsen beelden opgeheven vanwege ruimtegebrek en veranderde inzichten in tekenonderwijs. De academie beheerde ook het Haagsch Museum van Kunstnijverheid, dat naast het hoofdgebouw gevestigd was. Het werd opgeheven in 1933.
In 1937 werd op de plaats van de oude "tempel" een nieuw academiegebouw voltooid, ontworpen door Jan Plantenga (directeur van de academie), omdat hij van mening was dat een neoclassicistisch gebouw niet meer de eigentijdse kunst weerspiegelde. Het werd uitgevoerd door de architecten Jan Buijs en Joan Lürsen in een zakelijke bouwstijl met expressionistische kenmerken. Het gebouw bestaat uit vier vleugels met twee of drie bouwlagen om een binnentuin. Het is een rijksmonument als representant van het zakelijk-expressionisme. In de jaren 1990 werd het historische pand Bleijenburg 38 verworven, dat aan de achterzijde grenst aan het hoofdgebouw.
De School voor Fotografie en Fotonica, ook in Den Haag gevestigd, ging in 1989 op in de KABK. In 1990 fuseerden, als gevolg van de door de overheid gestimuleerde schaalvergroting in het hoger beroepsonderwijs, de Koninklijke Academie en het Koninklijk Conservatorium tot Hogeschool van Beeldende Kunsten, Muziek en Dans. Sinds 2010 is de naam Hogeschool der Kunsten Den Haag. Buiten Nederland gebruikt de Hogeschool der Kunsten Den Haag de naam University of the Arts in The Hague. De naam Koninklijke Academie van Beeldende Kunsten is in gebruik gebleven, evenals het gebouw aan de Prinsessegracht, dat in 2000 gemoderniseerd werd door het  architectenbureau Van Mourik Vermeulen. Hierdoor zijn faciliteiten geschapen voor nieuwe studies als ArtScience, Interactive/Media/Design en Non Linear Narrative.
In 2001 werd een samenwerkingsovereenkomst gesloten met de Universiteit Leiden onder de naam Faculty of Arts, waardoor men studies kan volgen aan beide onderwijsinstellingen tegelijk en kunstenaars toegang hebben tot de academische promotie. 
In de nacht van vrijdag op zaterdag 25 januari 2020 liep het gebouw flinke schade op door een brand. Er raakte niemand gewond.
De academie reikt iedere twee jaar de Gerrit Noordzijprijs voor letterontwerpen uit.

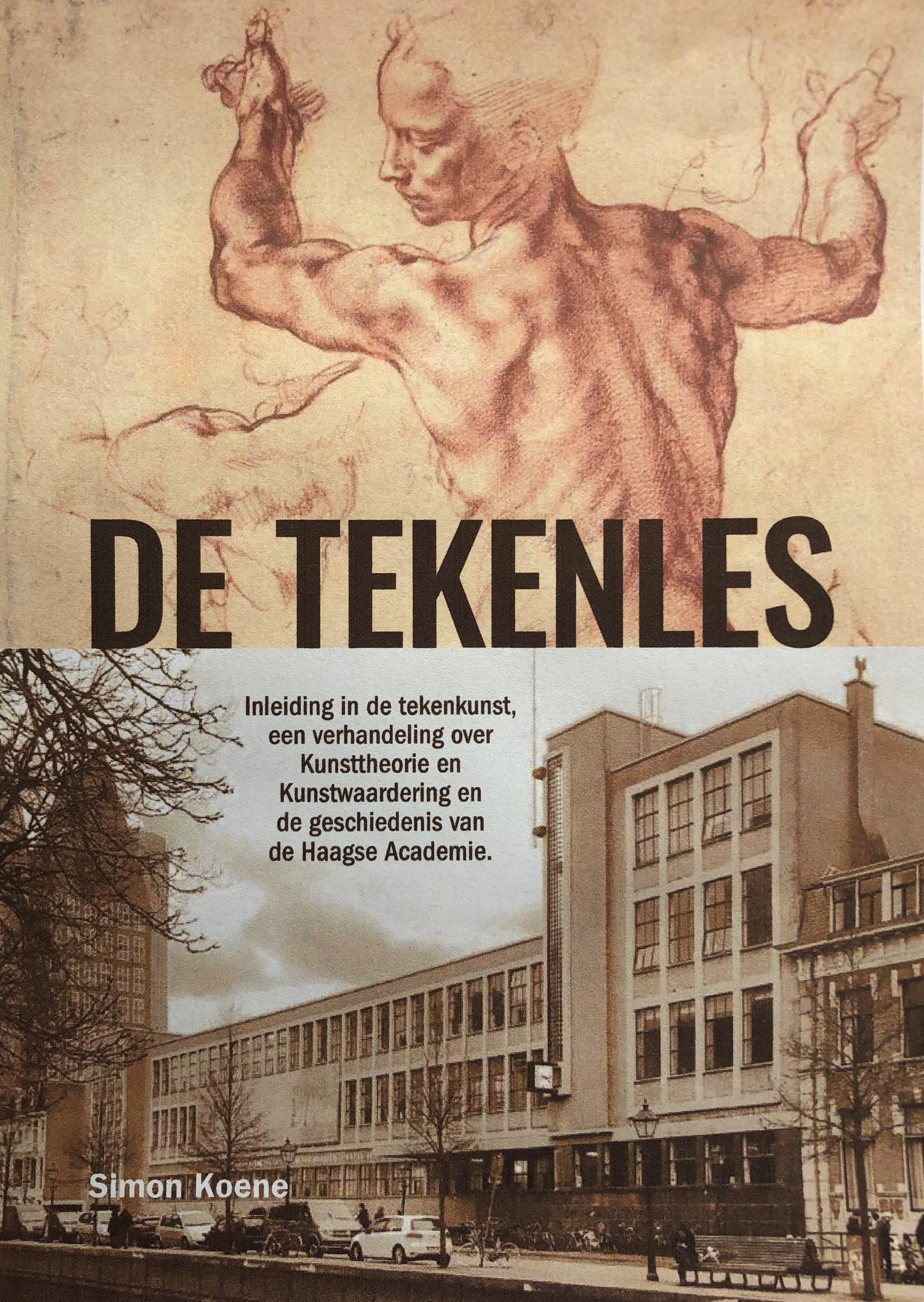
Simon Koene, omslag van De Tekenles uit 2023.

### De Tekenles (2023)
Inleiding in de Tekenkunst, een verhandeling over kunsttheorie en kunstwaardering en de geschiedenis van de Haagse Academie. (Auteur: Simon Koene 2023).
In De Tekenles wordt uitgebreid een tekenles en de geschiedenis van de Haagse academie beschreven.
Deel 1 is een kennismaking met de ‘Regels van de kunst’ waarin het gehele wordingsproces van de tekening aan de orde komt om inzicht te geven in al hetgeen er in het hoofd van een tekenaar omgaat en welke wetten en motieven er aan een tekening ten grondslag liggen. 
Deel 2 is een verhandeling over de Kunsttheorie en Kunstwaardering door de eeuwen heen, waarin beschreven wordt hoe de kunsttheorie in de loop der tijd aan verandering onderhevig was en de ‘Regels van de Kunst’ als wapen werden gebruikt om tegenstanders mee te lijf te gaan.
Deel 3 beschrijft de geschiedenis van de Haagse Academie vanaf zijn oorsprong in 1682 tot en met zijn 325 jarig bestaan in 2007. Daarin wordt beschreven hoezeer het kunstonderwijs in de loop der eeuwen aan verandering onderhevig was. 

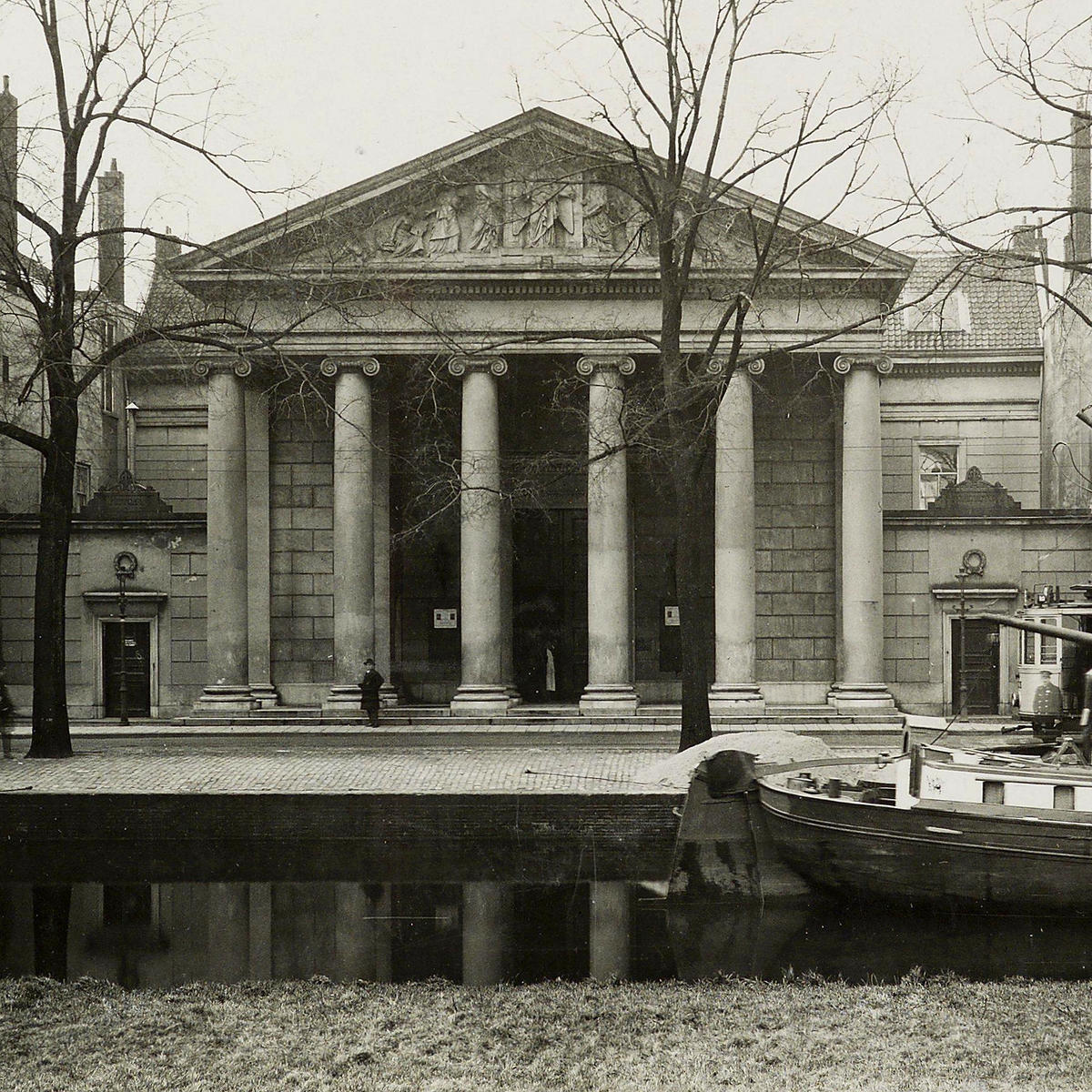
Voorgevel van het academiegebouw uit 1839 aan de Prinsessegracht
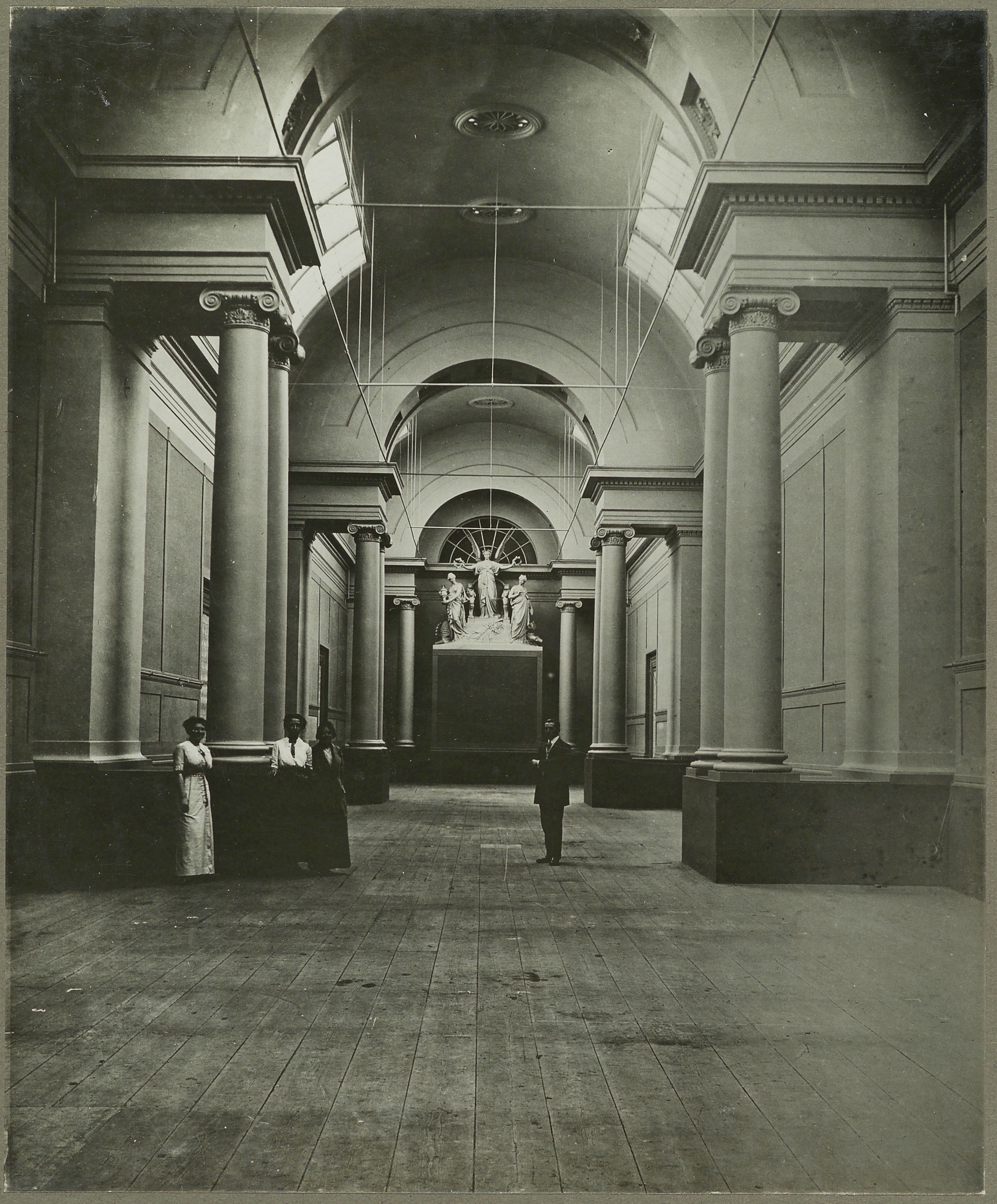
Interieur van het neoclassicistische gebouw van Zeger Reijers aan de Prinsessegracht
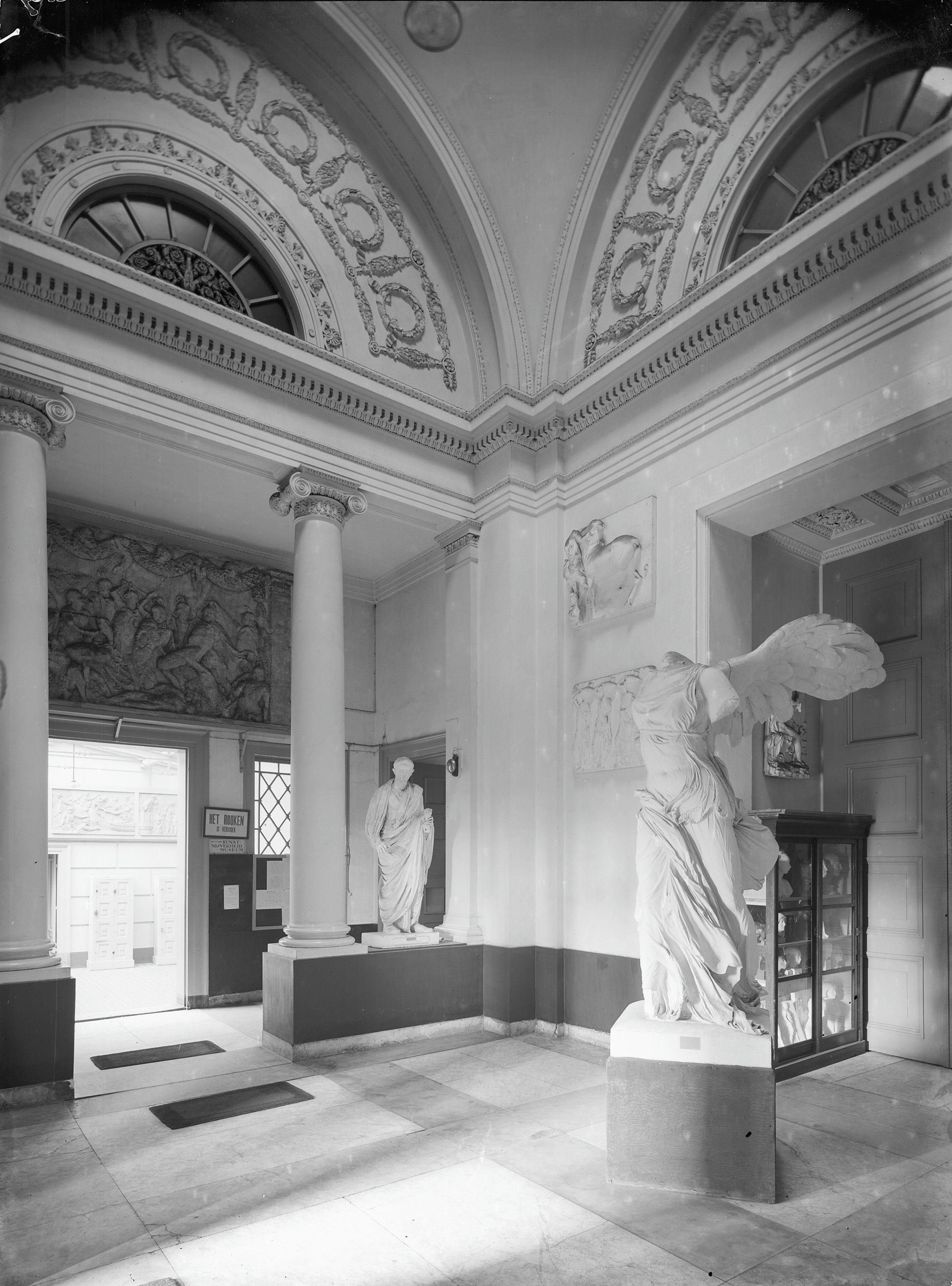
Vestibule van het oude gebouw
- Filmpje Polygoonjournaal uit 1938.
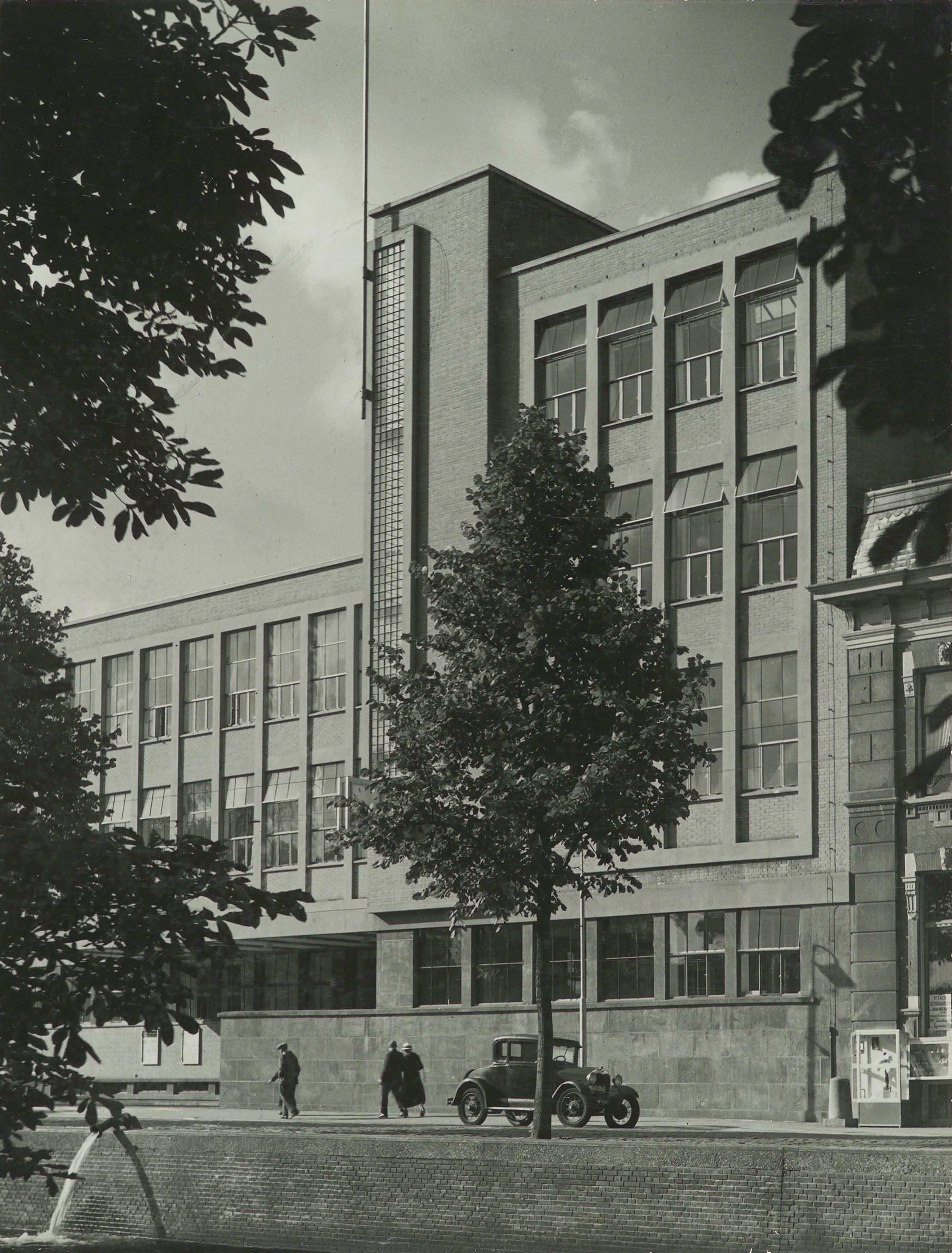
Gevel van het nieuwe gebouw van architect Buijs
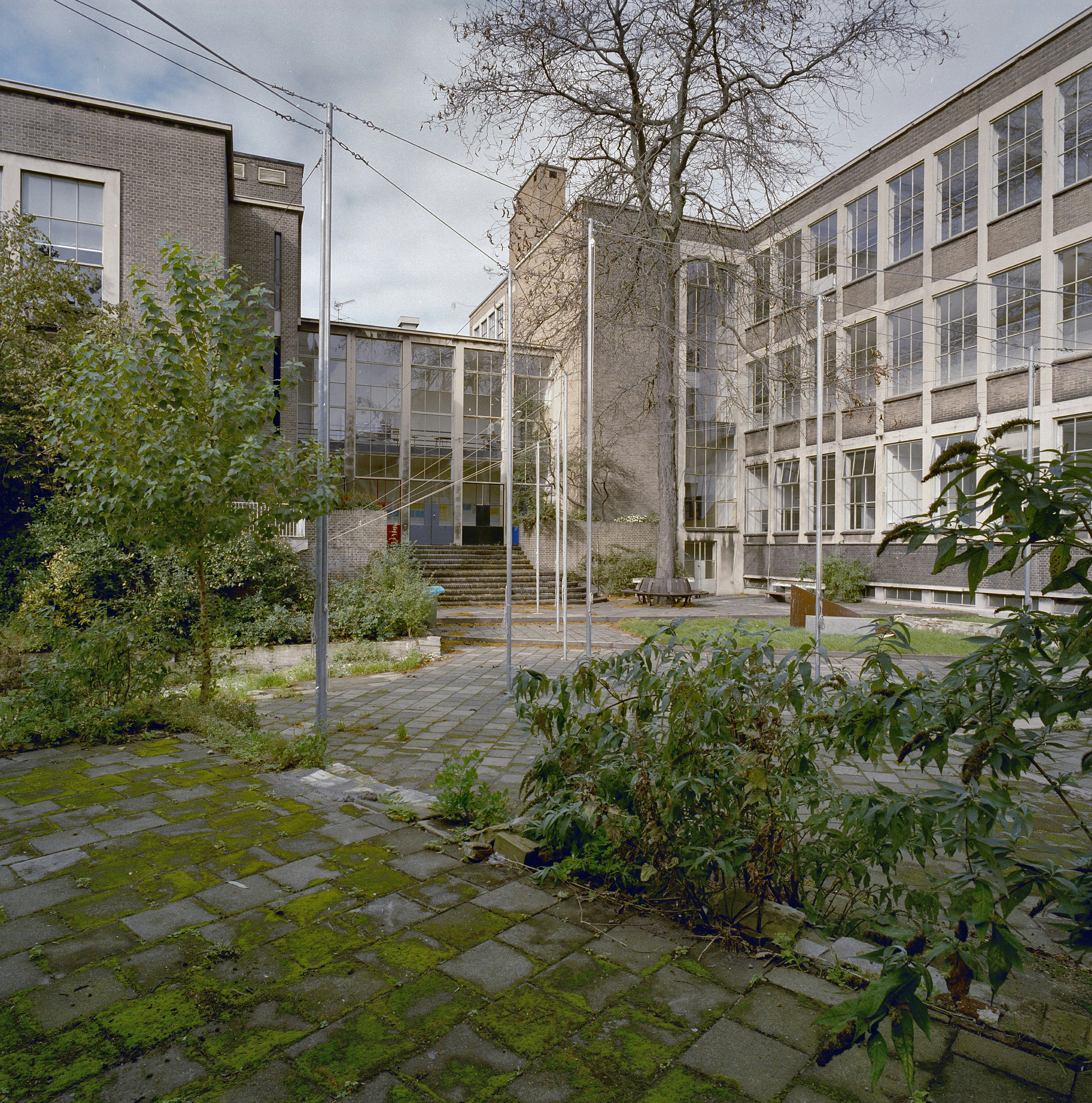
Binnenplaats

## Bekende oud-studenten
- Sem Aardewerk
- Johannes Josephus Aarts
- Johannes Akkeringa
- Philip Akkerman
- Paul van Alff
- Peter Alma
- Johan Coenraad Altorf
- Cor Alons
- Kees Andrea
- Pat Andrea
- Emmy Andriesse
- Louis Apol
- Paul Arntzenius
- Nicky Assmann
- Joost Baljeu
- Hans Basart
- Marius Bauer
- Willem Cornelis Bauer
- David Bautz
- Karel de Bazel
- Julia Beelaerts van Blokland
- Carel Jacobus Behr
- Hubert Bekman
- Willy Belinfante
- Joop Beljon
- Hans van Bentem
- Hans Bentinck
- Andries van den Berg
- Frans van den Berg
- Jos van den Berg
- Willem van den Berg
- Willem Berkhemer
- Hermanus Berserik
- Carry van Biema
- Jeanne Bieruma Oosting
- Freek Biesiot
- Pieter Biesiot
- Gerard Bilders
- Christoffel Bisschop
- Sara Bisschop
- David Bles
- Frank E. Blokland
- Petr van Blokland
- Ansuya Blom
- Leen Blom
- Bernard Blommers
- Bob van Blommestein
- Guno Bodo
- Hessel de Boer
- Kees van Bohemen
- Marike Bok
- Berhardina Bokhorst
- Kees Bol
- Jan Bons
- Hans Borrebach
- Annie Borst Pauwels
- Loek Bos
- Johannes Bosboom
- Ernst Marinus Bosch
- Rinus van den Bosch
- Jacoba Bosscha
- Morad Bouchakour
- Yvette van Boven
- Dik Box
- Agnes van den Brandeler
- Dolf Breetvelt
- George Hendrik Breitner
- Thierry van Brienen van de Groote Lindt
- Geurt Brinkgreve
- André Broedelet
- Piet Broos
- Niels Broszat
- Carel Bruens
- Adriaan Bruggeman
- Wieger Bruin
- Clara Bruins
- Wim Brusse
- Rudolf de Bruyn Ouboter
- Dirk Bus
- Mies Callenfels-Carsten
- Fransje Carbasius
- Pieter ten Cate
- Irene Cécile
- Miems van Citters
- Robine Clignett
- Ivo Coljé
- Adrienne Cornelder-Doffegnies
- Rie Cramer
- Jan Cremer
- Jenny Dalenoord
- Han van Dam
- Lucie van Dam van Isselt
- Christiaan Paul Damsté
- Maurits van Dantzig
- Carlo Delbosq
- Willem van Deventer
- Willem Alexander van Dijck
- Gerrit Willem Dijsselhof
- Gijs Donker
- Tinus van Doorn
- Rein Draijer
- Irene Droogleever Fortuyn
- Donald Duk

- Gert Dumbar
- Roland Duong
- Attie Dyserinck
- Gradus van Eden
- Marcel van Eeden
- Otto Egberts
- Johanna van Eijbergen
- Alfred Eikelenboom
- Mies Elout-Drabbe
- Sharelly Emanuelson
- Jaap van den Ende
- Antoon Erftemeijer
- Peter Erftemeijer
- Johan Fabricius
- Margaritha Feuerstein
- Gerard Fieret
- Nora van der Flier
- Suze Fokker
- Adelbert Foppe
- Irene Fortuyn
- Jan Franken Pzn.
- Abraham Fresco
- Lotti van der Gaag
- Aleksandra Gaca
- Quinsy Gario
- Suze ter Gast-Rosse
- Bobette van Gelder
- Dirk van Gelder
- Willem van Genk
- Krijn Giezen
- Antoinette Gispen
- Rien Glansdorp
- Jan Goeting
- Catharina Goeting-Stultiëns
- Marien de Goffau
- Cor Goorts
- Herman Gordijn
- Sárika Góth
- Marius Gottlieb
- Julie de Graag
- George Graff
- Lucas de Groot
- Christie van der Haak
- Jurjen de Haan
- Viktor Hachmang
- Fer Hakkaart
- Hansje van Halem
- Maja van Hall
- Louwrens Hanedoes
- Lambertus Hardenberg
- Willem Hardenberg
- Daniel Harkink
- Paul Hartland
- Frans de la Haye
- Fred Hazelhoff
- Jacoba van Heemskerck
- Guus Hellegers
- Eduard Hellendoorn
- Carli Hermès
- Marie Heijermans
- Geertruida van Hettinga Tromp
- Herman Heuff
- Piet van den Heuvel
- Louis Heymans
- Niek Hiemstra
- Co Hoedeman
- Adriaan van 't Hoff
- Coby Hol
- Carl Hollander
- Arnoud Holleman
- Frida Holleman
- Reynoud Homan
- Ina Hooft
- Johannes Franciscus Hoppenbrouwers
- Gerard Hordijk
- Loes van der Horst
- Eduard Houbolt
- Bartholomeus Johannes van Hove
- Gerard van Hove
- Peter van Hugten
- Jordi Huisman
- Willem IJzerdraat
- Isaac Israëls
- Claes Iversen
- Louise Jama-van Raders
- Hens de Jong
- Charles Jongejans
- Jan Gerrit Jordens
- Gerart Kamphuis
- Anne-Pierre de Kat
- Toon Kelder
- Kees Kelfkens
- Willy Keuchenius
- Han ter Keurs
- Krishnapersad Khedoe
- Ninthe Kiemeneij
- Karel Klinkenberg
- Nico Kluiters
- Gerhardus Knuttel
- Simon Koene
- Willem van Konijnenburg
- Edzard Koning
- Rob van Koningsbruggen

- Vincent de Kooker
- Remko Koopman
- David van de Kop
- Frans Koppelaar
- Hans de Kort
- Yvonne Kracht
- Jan Kriege
- Jan van Krimpen
- Willem Kromhout
- Paul Kromjong
- Jeroen Kroos
- Conny Kuipéri
- Hans Kuyper
- George Lampe
- Hugo Landheer
- Anna op 't Landt
- Chris Lanooy
- Jan Lavies
- Henk van Leeuwen van Oudewater
- Charles Leickert
- Frank Letterie
- Willem van Leusden
- Alexander Liernur
- Martinus Wilhelmus Liernur
- Suze de Lint
- Lambert Lourijsen
- Pet van de Luijtgaarden
- Jacob Jan van der Maaten
- Tom Manders
- Jan Mankes
- Pieter Mansvelt Beck
- Jacob Maris
- Matthijs Maris
- Willem Maris
- Anton Martineau
- Elisa van Mastrigt
- Sanja Medić
- Adine Mees
- Dea Meeter
- Lex Meeussen
- Eva Meijer
- Mans Meijer
- Jeroen van Merwijk
- Kitty van der Mijll Dekker
- Tamara Miranda
- Ingrid Mol
- Louis de Moni
- Heppe de Moor
- Pim van Moorsel
- Hanneke de Munck
- Jan Naezer
- Theo van der Nahmer
- Jaap Nanninga
- Constance de Nerée tot Babberich
- Kees Nieuwenhuijzen
- Toon Ninaber van Eyben
- Gerrit Noordzij
- Herbert Nouwens
- Wijnand Nuijen
- Arend Odé
- Cor van Oel
- Gillis van Oosten
- To van Oosten Slingeland
- Ko Oosterkerk
- Ben van Os
- Judith Osborn
- Rob Otte
- Femmy Otten
- Thijs Overmans
- Nancy van Overveldt
- Ootje Oxenaar
- Corrie Pabst
- Ru Paré
- Helena Christina van de Pavord Smits
- Eva Pel
- Lon Pennock
- Anton Pohl
- Willem Jilt Pol
- Tjarko van der Pol
- Esther Polak
- Maurits Polak
- Erna Postuma
- Alida Jantina Pott
- Ralph Prins
- Ina Rahusen
- Adolfo Ramón
- Els van Rees-Burger
- Jan van Rhijnnen
- Jos van Riemsdijk
- Aart Rietbroek
- Wim Rietveld
- Suze Robertson
- Charles Rochussen
- Carla Rodenberg
- Albert Roelofs
- Willem Roelofs
- Matthijs Röling
- Arend Roodenburg
- Rudi Rooijackers
- Fredericus van Rossum du Chattel
- Bram Roth
- Gerrit Rotman
- Trees Ruijs

- Leo Rulkens
- Carla Rutgers
- Helmut Salden
- Ruth Salinger
- Julius van de Sande Bakhuyzen
- Har Sanders
- Willem van Schaik
- Toer van Schayk
- Hans Scheepmaker
- Betty Scheer
- Riky Schellart
- Hester Scheurwater
- Mia Schlosser
- Jan Schoonhoven
- Ben Schot
- Louise Schouwenberg
- Sierk Schröder
- Willem Schrofer
- Maayke Schuitema
- Daan Schwagermann
- Michal Shabtay
- Martin Sjardijn
- Andries van der Sloot
- Jan Snoeck
- Chris Soer
- Louis Soonius
- Erik van Spronsen
- Dick Stapel
- Jan Stegeman
- Martine Stig
- Suze van der Stok
- Pieter Stortenbeker
- Sophie Straat
- Peter Struycken
- Pauline Suij
- Paul de Swaaf
- Wibbine Telders
- Albert Termote
- Pierre Tetar van Elven
- Paul Tetar van Elven
- Evert Thielen
- Kees Timmer
- Abderrahmane Trabsini
- Emile Truijen
- David Vandekop
- Diana Vandenberg
- Hendrik Valk
- Willem Valk
- Bas van der Veer
- Max Velthuijs
- Frans van der Veld
- Eduard Verboog
- Truike Verdegaal
- Peter Verheul
- Anton Verhey
- Aat Verhoog
- Kees Verkade
- Cas Verlint
- Kees Verschuren
- Floris Verster
- Sam Verveer
- Laurent Verwey
- Ben Viegers
- Carel Visser
- Nout Visser
- Sees Vlag
- Leendert van der Vlist
- Jan Voerman jr.
- Hugo Pieter Vogel
- Henk de Vos
- Auke de Vries
- Erwin de Vries
- Jan van Vuuren
- Henk Wanink
- Jan Weissenbruch
- Jan Hendrik Weissenbruch
- Toon Wegner
- Bart Welten
- Babs van Wely
- Co Westerik
- Ernst van de Wetering
- Jan Wiegers
- Charles van Wijk
- Poen de Wijs
- Manna de Wijs-Mouton
- Jan Hillebrand Wijsmuller
- Willem van der Winkel
- Frans de Wit
- Marietje Witteveen
- Paul Woei
- Theodora Elisabeth Wolterbeek Muller
- Fredy E Wubben
- Mickey Yang
- Michiel de Zeeuw
- Peter Zegveld
- Ans van Zeijst
- Leonardus Coenraad Zeldenrust
- Ger Zijlstra
- Cornelis Zitman
- Jan Zoetelief Tromp
- Izaak Zwartjes

## Bekende (oud-)docenten
- Johannes Josephus Aarts
- Johannes Akkeringa
- Cor Alons
- Joost Baljeu
- Joop Beljon
- Jacob Berden
- Andries van den Berg
- Hermanus Berserik
- Jan Willem Best
- Frank Blokland
- Petr van Blokland
- Kees Bol
- Emil Bourgonjon
- Dirk Bus
- Joseph Cals
- Peter Charpentier
- Paul Citroen
- Robine Clignett
- Marian Conrads
- Eline Cremers
- Han van Dam

- Aart van Dobbenburgh
- Rein Draijer
- Gert Dumbar
- Toon Dupuis
- Rob Eckhardt
- Marcel van Eeden
- Otto Egberts
- Irene Fortuyn
- Krijn Giezen
- Jan van Goethem
- Paul Guermonprez
- Christie van der Haak
- Henri van Haaren
- Jos Hachmang
- Alfons van Heusden
- Johannes Hoppenbrouwers
- Bartholomeus van Hove
- Huib van Hove
- Cor Hund
- Bon Ingen-Housz
- Frits Jansen

- Eduard Kerling sr.
- Gerard Kiljan
- Gerhardus Knuttel
- Johan Philip Koelman
- Simon Koene
- Paul Kromjong
- Hugo Landheer
- Sanja Medić
- Henk Meijer
- Ruurd van der Noord
- Gerrit Noordzij
- Wendelien van Oldenborgh
- Ootje Oxenaar
- Pearl Perlmuter
- Jan Hendrik Plantenga
- Dick Raaijmakers
- Willem Retera
- Aart Roos
- Willem Jacob Rozendaal
- Philip Sadée
- Hendrikus van de Sande Bakhuyzen

- Har Sanders
- Elie Saraber
- Andreas Schelfhout
- Riky Schellart
- Sierk Schröder
- Willem Schrofer
- Paul Schuitema
- Geer Steyn
- Pieter Stortenbeker
- Johannes Stroebel
- Albert Termote
- Frithjof van Thienen
- Kees Timmer
- Peter Verheul
- Bert Verhoeff
- Carel Visser
- Auke de Vries
- Antonie Waldorp
- Co Westerik
- Ids Wiersma
- Frans Zwollo sr.

## Bestuursvoorzitters en directeuren

### Bestuursvoorzitters

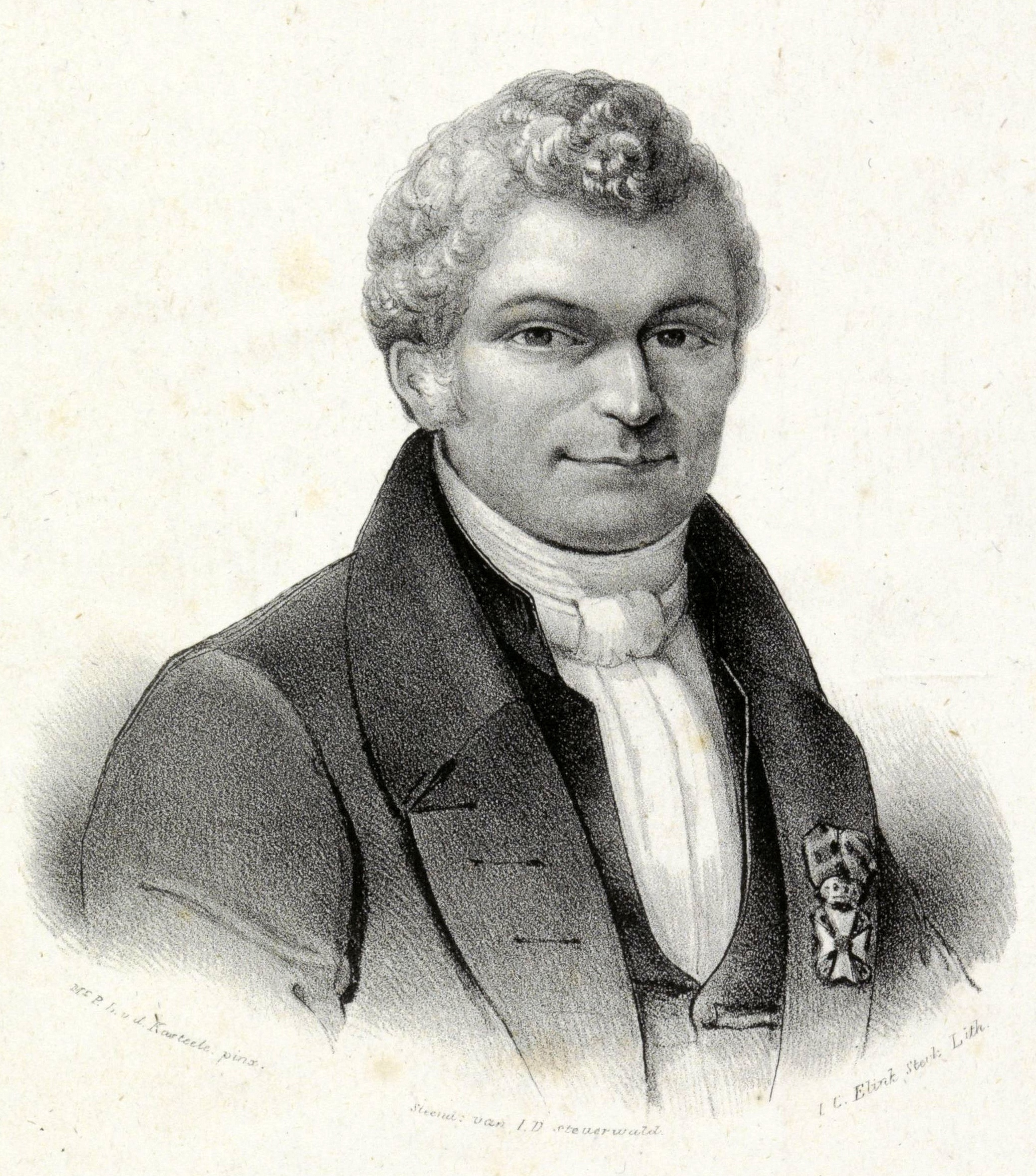
Jacob Carel van de Kasteele

Tot 1839 werden veel van de leidinggevende taken op de academie uitgevoerd door de voorzitter van het Algemeen Bestuur, vanaf 1839 de Raad van Bestuur genoemd. Hieronder een (onvolledige) lijst van bestuursvoorzitters: 
- 1814-1828 Mr. Jacob van de Kasteele
- 1836-1858 Jhr. Mr. Gerrit Hooft
- 1858-1859 Jhr. Mr. François Gevers Deynoot
- 1859-1873 Dr. h.c. Ir. Isaäc Delprat
- 1873-1875 Jhr. Mr. Jan de Jonge
- 1875-1897 Dr. Laurens Reinhart Beijnen
- 1897-1899 Alexander Philippus Godon (1816-1899)
- 1900-1912 Jhr. Mr. Willem Johan Snouck Hurgronje (1848-1912)
- 1912-1916 Dr. Dirk Bos
- 1916-1924 Prof. Ir. Johan Adrianus Gerard van der Steur
- 1924-1932 Dr. h.c. Constant Lunsingh Scheurleer
- 1932-1942 Mr. Dr. Reinier Bakels
- 1957, 1959 Ir. Gerrit (Gart) Westerhout (1893-1976)

### Directeuren

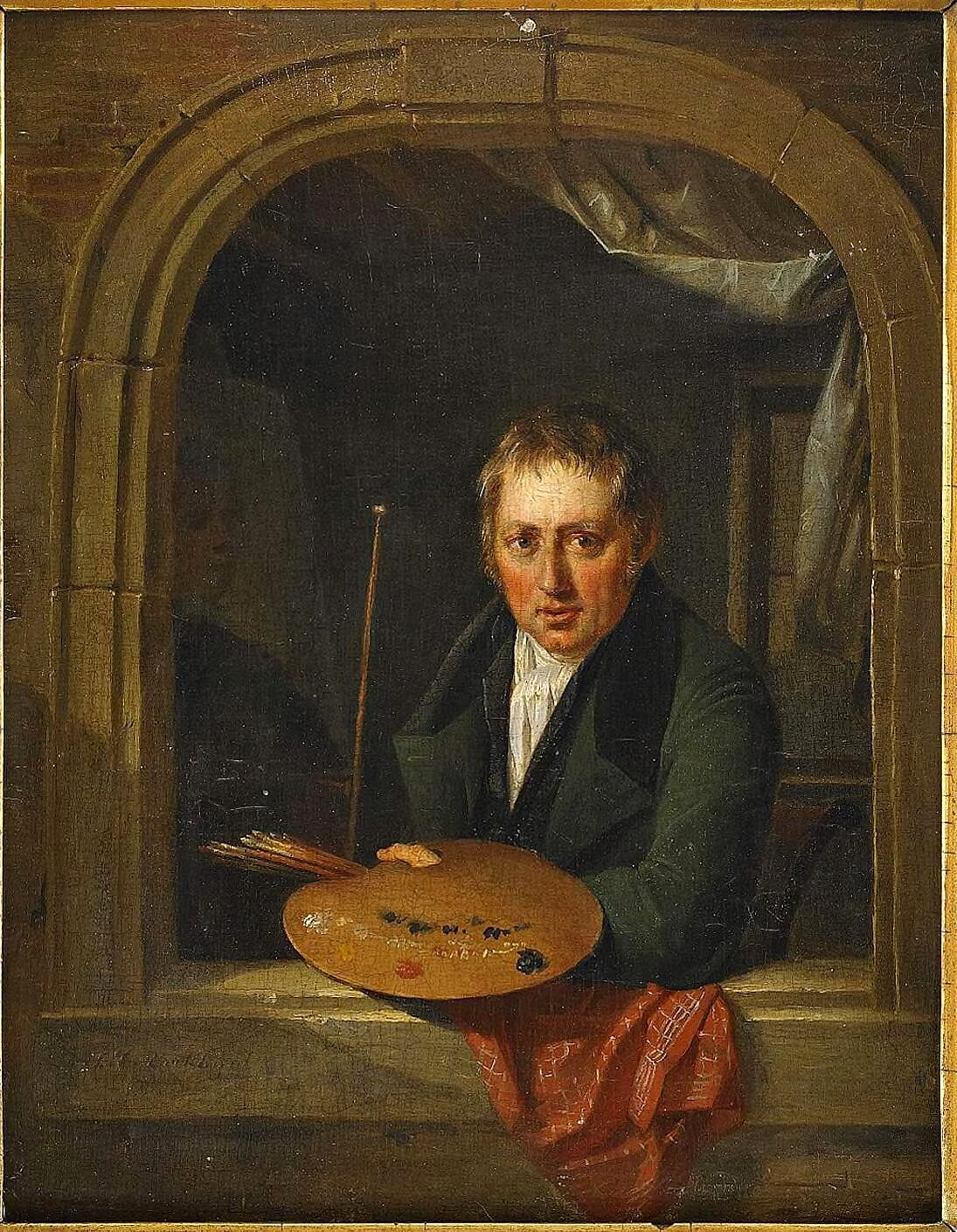
Jacques Eeckhout, zelfportret, circa 1838

Op 2 augustus 1839 besloot de Haagse gemeenteraad tot een reorganisatie van de academie. Toen werden de verschillende afdelingen (tekenen, bouwkunde, etc.) onder de supervisie van één directeur gesteld. Lange tijd werd de functie van directeur gecombineerd met die van Eerste Hoofdonderwijzer. Na verloop van tijd ging de directeur steeds meer taken van de bestuursvoorzitter uitvoeren. Hieronder een lijst van directeuren van de KABK sinds de reorganisatie: 
- 1839-1844: Jacques Joseph Eeckhout
- 1844-1861: Jacobus Everhardus Josephus van den Berg
- 1861-1887: Johan Philip Koelman
- 1887-1905: August van Delden
- 1906-1915: Jan Springer
- 1916-1928: Petrus Doorn
- 1929-1942: Jan Hendrik Plantenga
- 1942-1957: Bernardus Theodorus de Heij
- 1957-1985: Joop Beljon
- 1985-2000: Chris Rehorst
- 2000-2014: Jack Verduyn Lunel
- 2014-2021: Marieke Schoenmakers[6]
- 2022-2023: Ranti Tjan[7]
- 2025-heden: Edwin Jacobs (per 1 juni)

## Raad van Toezicht
In november 2023 trad een lid van de RvT terug bij zijn hoofdwerkgever vanwege constatering van fraude door de Europese Unie. Hij mocht aanblijven bij de Kunstacademie.